# Junkershammer

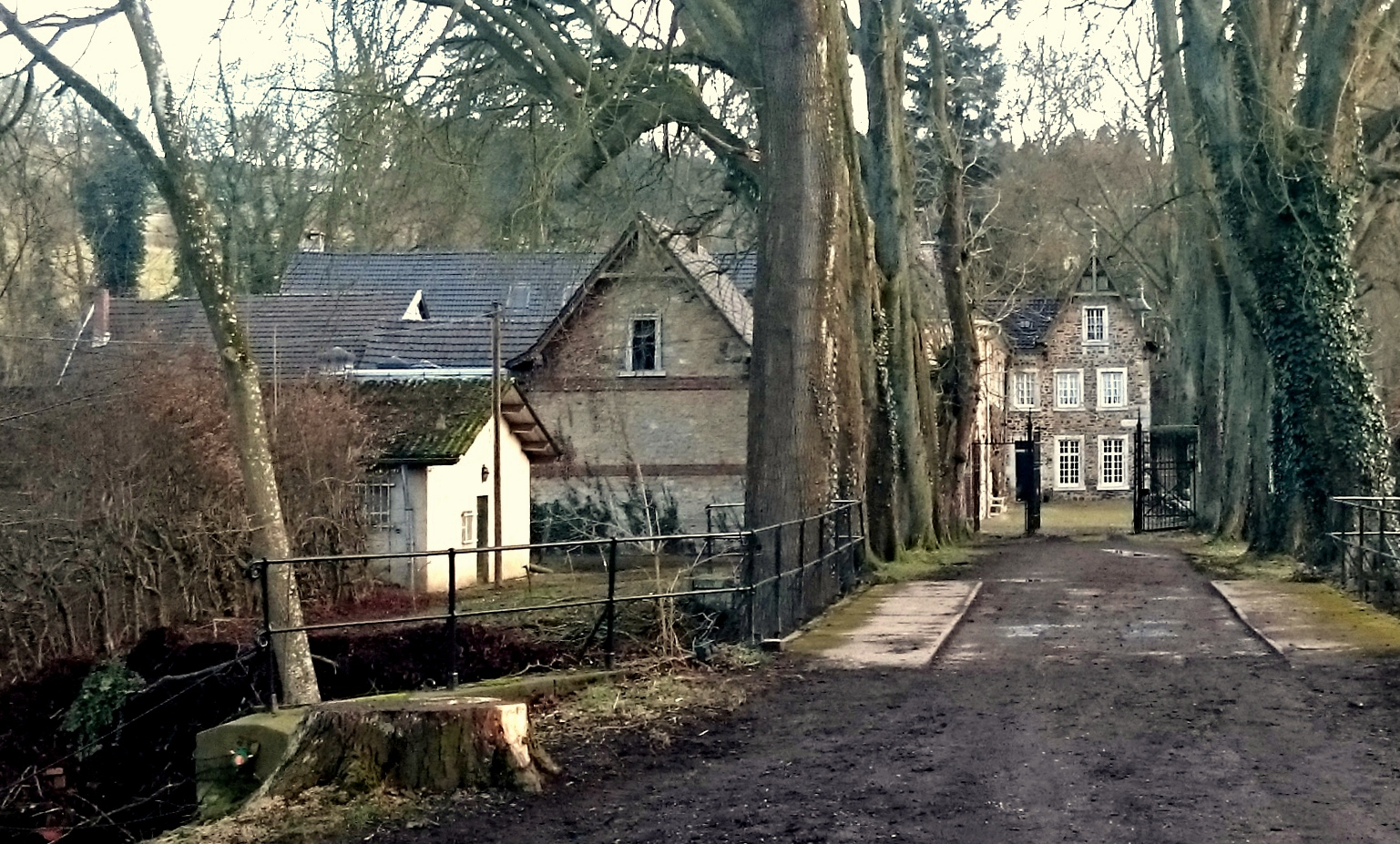
Junkershammer (2015)

Junkershammer ist ein heutiger Gutshof und ehemaliges Reitwerk im Tal des Vichtbaches auf dem Gebiet des heutigen Stadtteiles Zweifall im äußersten Süden der Stadt Stolberg. Es zählte einst zu den größten und bedeutendsten Reitwerken Europas. Sein Name geht wahrscheinlich auf die Zweifaller Familie Joncker aus der ersten Hälfte des 15. Jahrhunderts zurück. Erhalten sind noch ein Wohn- und mehrere Wirtschaftsgebäude.

## Geschichte

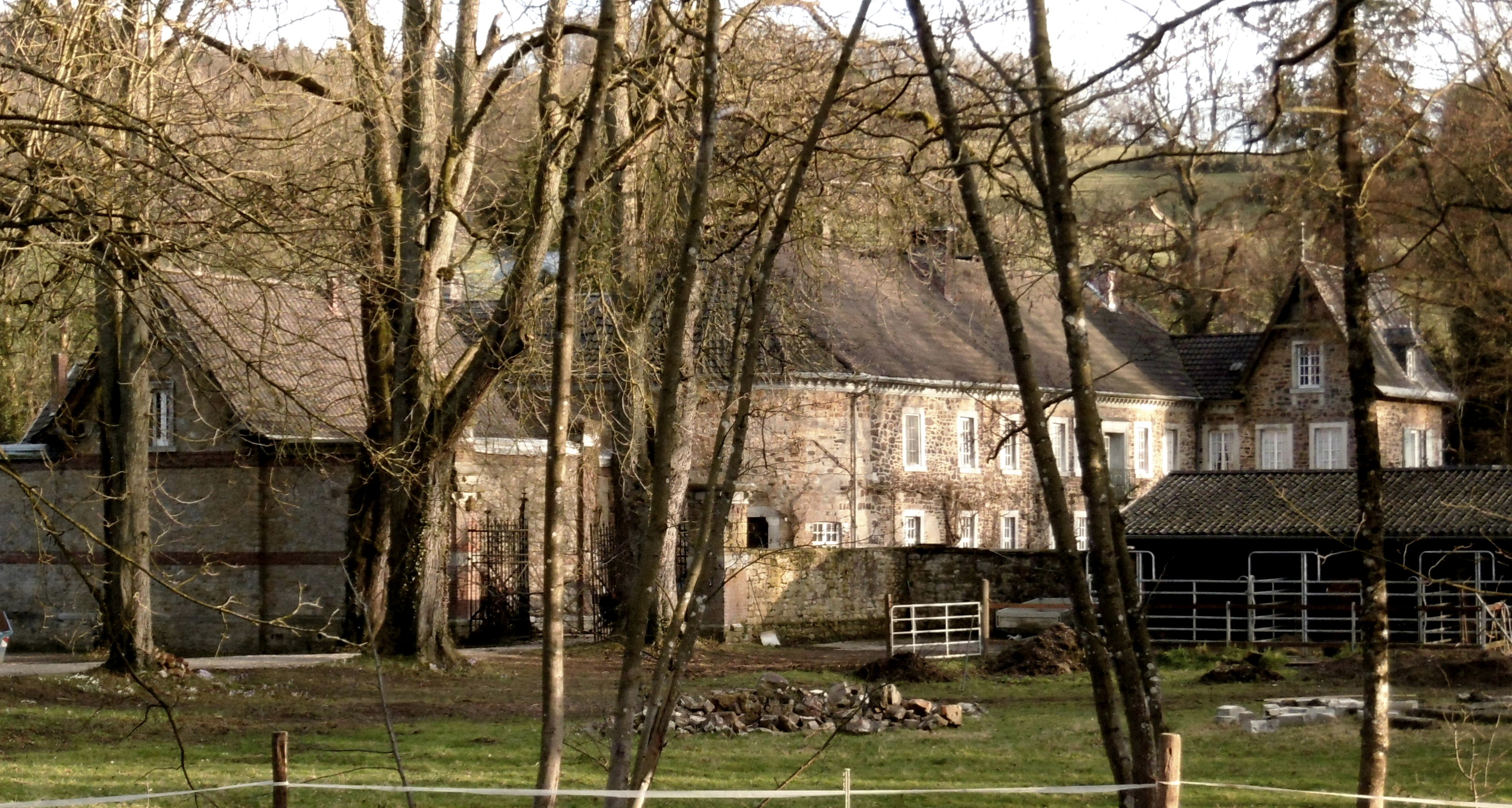
Westansicht

Um 1640 kam der Junkershammer in den Besitz von Jeremias Hoesch, dem Jüngeren. Dieser hatte zunächst als Kupfermeister auf dem Kupferhof Alte Krautlade seines gleichnamigen Vaters gearbeitet, der wie bereits zuvor schon die Kupfermeisterfamilien Peltzer, Schleicher, Amya und andere gezwungen gewesen war, auf Grund der Benachteiligungen und Nachstellungen der wieder aufkeimenden Aachener Religionsunruhen von Aachen ins benachbarte Stolberg auszuwandern. Hoesch verlagerte die ebenfalls in Familienbesitz befindliche Vichter Hütte und die Zweifaller Kirchenhütte zum Junkershammer und erwarb darüber hinaus existenznotwendige Holzkohlenrechte anderer Reitwerke für seinen Betrieb, den er in der Folgezeit weiter ausbaute, ergänzte und zum modernsten Betrieb im Herzogtum Jülich machte.
Junkershammer wurde zur Keimzelle weitere Hämmer im Vichttal. 1664 wurde von hier aus der Platenhammer gegründet, der seinerseits 1724 um den Neuenhammer erweitert wurde. Diese beiden Anlagen befinden sich weiter nördlich auf dem Gebiet des heutigen Stolberger Stadtteils Vicht.
Die Nachkommen von Jeremias Hoesch, darunter der spätere Diplomat und kaiserliche Rat Matthias Gerhard von Hoesch, betrieben ihre Reitwerke noch fünf Generationen bis 1869 weiter. In jenem Jahr wurde der Junkershammer als letztes Reitwerk am Vichtbach stillgelegt, nachdem der Versuch des letzten Reitmeisters dieser Linie, Henri Hoeschs III. (1800–1879), ihn auf Koks umzustellen, am Widerstand seines Teilhabers Jeremias Reidt gescheitert war.
Der Junkershammer blieb auch nach der Stilllegung noch lange im Besitz der Familie Hoesch. Gegenwärtig ist die Familie Lindenau Eigentümerin des mittlerweile als Gutshof und Wohnanlage genutzten Areals.